# Tällberg Foundation
Tällberg Foundation är en Sverigebaserad stiftelse, som grundades 1981 av Bo Ekman.
Stiftelsens syfte är: "att med en humanistisk grundsyn främja utbildning, forskning och konferensverksamhet om näringsliv, arbetsliv och värderingsförändringar i samhället i syfte att vidga kunskap, insikt och helhetssyn om industrisamhällets förnyelse."
Tällberg Foundation anordnade under ett antal år den årliga internationella konferensen Tällberg Forum i Tällberg med temata om global samverkan (*How on earth can we live together?")